# Казімеж Мочарський

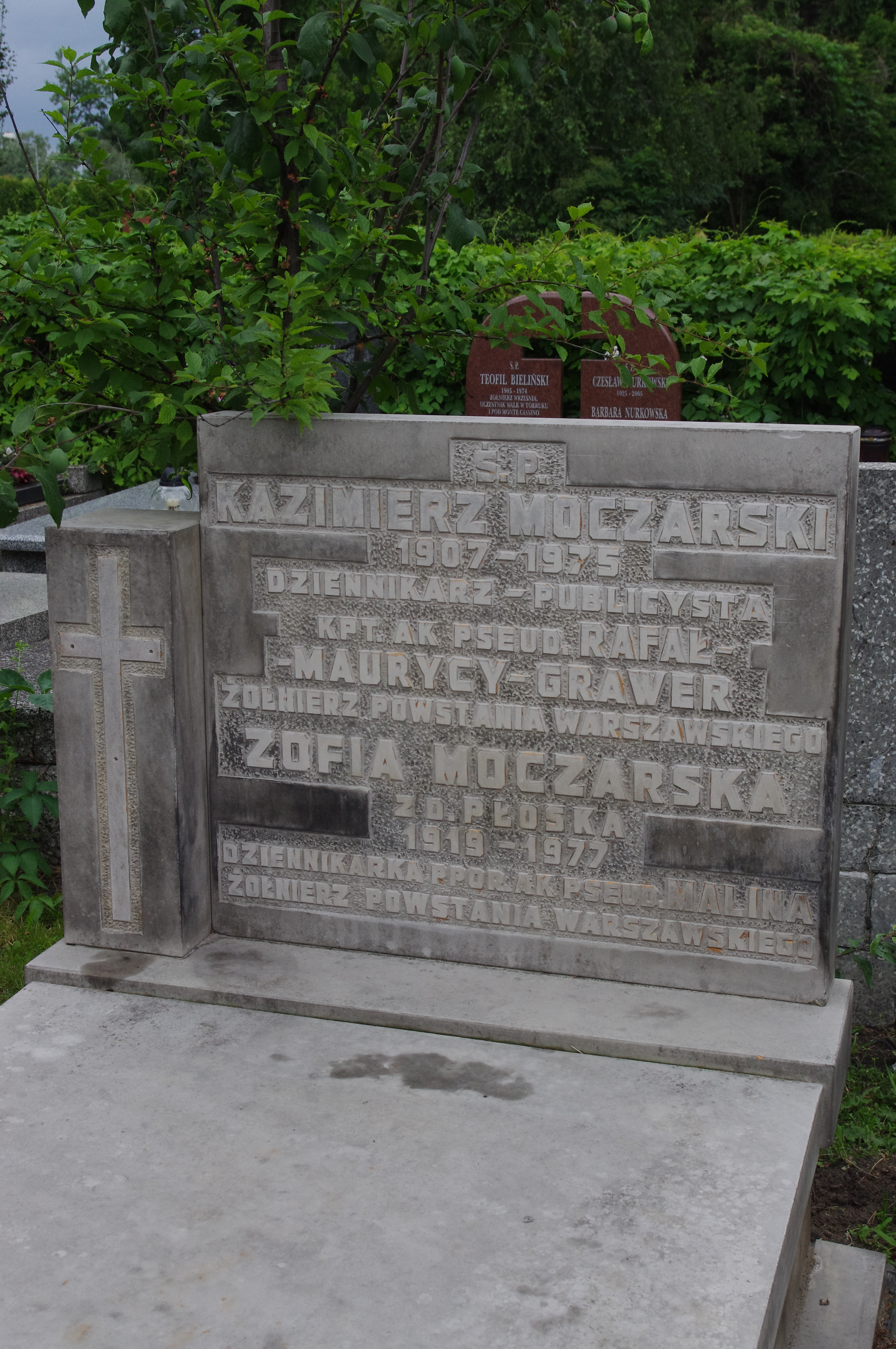
Місце поховання, кладовище Військові Повонзки, Варшава

Казімеж Дамази Мочарський (пол. Kazimierz Damazy Moczarski; 21 липня 1907, Варшава — 27 вересня 1975, Варшава, ПНР) — польський журналіст, письменник і військовий діяч. У роки Другої світової війни — шеф бюро інформації та пропаганди підпільної організації Армія Крайова.
Вивчав право в Варшавському університеті і журналістику у Вищій школі журналістики, в 1931 був спрямований на практикум в польське консульство в Парижі. В 1932-1934 навчався в Парижі в Інституті міжнародного права. Після цього до 1939 займався журналістикою.
З 1940, після початку війни — член підпільної організації Армія Крайова. З серпня 1942 співпрацює з бюро інформації та пропаганди цієї організації. Брав участь у кількох бойових акціях АК. Під час Варшавського повстання 1944 року керував радіостанцією повстанців, а з квітня 1945 очолив Бюро інформації та пропаганди Делегатури Збройних Сил.
11 серпня 1945 схоплений польськими органами державної безпеки, у в'язниці був підданий тортурам, засуджений до 10 років ув'язнення. В 1948 був проведений новий судовий процес, в результаті якого в 1952 отримав засудження до смерті.
За іронією долі 255 діб, з 2 березня по 11 листопада 1949, знаходився в одній камері з кількома німецькими військовими злочинцями, включаючи групенфюрера СС Юрґена Штропа, який в 1943 командував придушенням повстання у Варшавському гетто. У результаті співбесід виникла опублікована в 1972 книга «Розмови з катом» (пол. Rozmowy z katem) — цінне дослідження психології нацизму.
Після смерті Сталіна в 1953 Верховний суд Польщі замінив смертний вирок на довічне ув'язнення, проте рішення суду Мочарському не оголосили і до січня 1955 року він перебував у камері смертників. В 1956 був помилуваний і 24 квітня 1956 звільнений. Незабаром після звільнення став головним редактором польської щоденної газети «Kurier Polski».
Вийшов на пенсію в 1975 році у зв'язку з важкою хворобою і незабаром помер.